# Стефан Шварц
Стефан Шварц (швед. Stefan Schwarz, нар. 18 квітня 1969, Мальме) — шведський футболіст, що грав на позиції півзахисника. Гравець національної збірної Швеції. Найкращий шведський футболіст 1999 року.
Чемпіон Португалії. Володар Кубка Італії. Володар Суперкубка Італії з футболу. Володар Кубка Інтертото. Володар Кубка Іспанії з футболу.

## Клубна кар'єра
У дорослому футболі дебютував 1987 року виступами за команду клубу «Мальме», в якій провів чотири сезони, взявши участь у 32 матчах чемпіонату.
Своєю грою за цю команду привернув увагу представників тренерського штабу португальської «Бенфіки», до складу якої приєднався 1991 року. Відіграв за лісабонський клуб наступні три сезони своєї ігрової кар'єри. Більшість часу, проведеного у складі «Бенфіки», був основним гравцем команди. За цей час виборов титул чемпіона Португалії.
Протягом 1994–1995 років захищав кольори лондонського «Арсенала».
1995 року уклав контракт з італійською «Фіорентиною», у складі якої провів наступні три роки своєї кар'єри гравця. Граючи у складі «Фіорентини» також здебільшого виходив на поле в основному складі команди. За цей час додав до переліку своїх трофеїв титул володаря Кубка Італії.
З 1998 року два сезони захищав кольори іспанської «Валенсії».
2000 року перейшов до англійського «Сандерленда», за який відіграв три сезони. Тренерським штабом нового клубу також розглядався як гравець «основи». Завершив професійну кар'єру футболіста виступами за команду «Сандерленд» у 2003 році.

## Виступи за збірну
1989 року дебютував в офіційних матчах у складі національної збірної Швеції. Протягом кар'єри у національній команді, яка тривала 13 років, провів у формі головної команди країни 69 матчів, забивши 6 голів.
У складі збірної був учасником чемпіонату світу 1990 року в Італії, домашнього для шведів чемпіонату Європи 1992 року, а також чемпіонату світу 1994 року у США, на якому команда здобула бронзові нагороди.

## Титули і досягнення

### Командні
- Чемпіон Португалії (1):

«Бенфіка»: 1993-94
- Володар Кубка Італії (1):

«Фіорентіна»: 1995-96
- Володар Суперкубка Італії з футболу (1):

«Фіорентіна»: 1996
- Володар Кубка Інтертото (1):

«Валенсія»: 1998
- Володар Кубка Іспанії з футболу (1):

«Валенсія»: 1998-99
- Володар Суперкубка Іспанії з футболу (1):

«Валенсія»: 1999
- Бронзовий призер чемпіонату світу: 1994

### Особисті
- Найкращий шведський футболіст року (1):

1999